# Cyrtopholis femoralis
Espèce
Cyrtopholis femoralis est une espèce d'araignées mygalomorphes de la famille des Theraphosidae.

## Distribution
Cette espèce est endémique de Montserrat aux Antilles.

## Description
Le mâle holotype mesure 21 mm.
Le mâle décrit par Sherwood, Gabriel, Questel, Rollard et Leguin en 2024 mesure 24,8 mm par Sherwood, Gabriel, Questel, Rollard et Leguin en 2024.

## Systématique et taxinomie
Cette espèce a été décrite par Pocock en 1903.

## Publication originale
- Pocock, 1903 : « On some genera and species of South American Aviculariidae. » Annals and Magazine of Natural History, sér. 7, vol. 11, p. 81-115 (texte intégral).